# Krzysztof Pyziak
Krzysztof Pyziak (ur. 1 maja 1975 w Głubczycach) – polski aktor telewizyjny i teatralny.

## Życiorys
Na ekranie zadebiutował w 2002, grając młodego policjanta w serialu TVP2 pt. Na dobre i na złe. W 2022 dostał angaż do roli policjanta Marczyńskiego w serialu Polsatu pt. Komisarz Mama.

## Kariera

### Filmografia
- 2002: Na dobre i na złe jako młody policjant
- 2003: Kasia i Tomek jako mężczyzna w meczu hokejowym, więzień
- 2004: Na Wspólnej jako Kazimierz Grabarczyk
- 2005: Samo życie jako szklarz
- 2005: Fala zbrodni jako „mrówka” Robert Radzik
- 2006: Niania jako tani podrywacz
- 2006: Oficerowie jako strażnik
- 2006: Egzamin z życia jako cyrkowiec Paulus
- 2006: Fałszerze – powrót Sfory jako oficer ABW
- 2006: Jasminum jako stolarz
- 2007: U Pana Boga w ogródku jako kierowca Jerzy Ziółkowski
- 2007: U Pana Boga w ogródku jako kierowca Jerzy Ziółkowski
- 2007: Trzy po trzy – Numery z kwatery
- 2007: Kryminalni jako Maczek
- 2007: Plebania jako fałszywy ksiądz
- 2007: Faceci do wzięcia
- 2008: Klan jako pacjent oddziału kardiologii szpitala
- 2008: Plebania jako Marian
- 2008: M jak miłość jako robotnik
- 2009–2010: Na Wspólnej jako Norbert Zawadzki
- 2009: U Pana Boga za miedzą jako fotograf Serwatko
- 2009: U Pana Boga w ogródku jako fotograf Serwatko
- 2009: Zamiana jako reporter
- 2009: Afonia i pszczoły jako konwojent
- 2010: Pierwsza miłość jako aspirant Michał Platan
- 2010: Weekend jako Cygan
- 2010: Cudowne lato jako ksiądz
- 2011: Komisarz Alex jako policjant
- 2011: Czas honoru
- 2011: Ojciec Mateusz
- 2011: Uwikłanie jako więzień w latach 80-tych
- 2011: Złodzieje serc jako narzeczony
- 2012: Paradoks jako Kazik
- 2013: Bilet na księżyc jako milicjant na Plantach
- 2013: Jaskółka jako policjant
- 2013: Tajemnica Westerplatte
- 2013: Komisarz Alex jako tajniak Górski
- 2014–2015: Krew z krwi 2 jako strażnik „Karpiu”
- 2014: Jeziorak jako gospodarz
- 2014: Prawo Agaty jako związkowiec
- 2014: Na dobre i na złe jako piekarz Gutek
- 2014: Baron24 jako policjant
- 2014: Obywatel jako strażnik
- 2015: Przypadki Cezarego P. jako elektryk
- 2015: Panie Dulskie jako taksówkarz / ubek
- 2015: Anatomia zła jako kurator „Lulka”
- 2015: Prokurator jako aspirant
- 2016: Komisja morderstw jako pracownik prosektorium
- 2016: Jestem mordercą jako milicjant Heniek
- 2016: Ojciec Mateusz jako Adam Litwa „Kasjer”
- 2017: Komisarz Alex jako Marek Szostak
- 2017: Ultraviolet jako policjant Markowski
- 2018: Korona królów jako kucharz
- 2018: Dziewczyny ze Lwowa jako taksówkarz
- 2018: O mnie się nie martw jako mężczyzna przy dentyście
- 2018: Diablo. Wyścig o wszystko jako Parolak
- 2019: Solid Gold jako policjant Wichłacz
- 2019: Na Wspólnej jako nefrolog
- 2019: Ślad jako Robert Kazimierski
- 2019: Barwy szczęścia jako „Siwy”
- 2020: Żywioły Saszy jako taksówkarz
- 2020: Komisarz Alex jako Radek Skoczylas
- 2021: Odwilż jako strażnik więzienny
- 2021: Rojst ’97 jako policjant
- 2021: Dawid i elfy jako menel
- 2021: Mój dług jako „Brudas”
- 2021: Pierwsza miłość jako Oliwier, prawnik
- 2021: Wojenne dziewczyny jako Waldek
- 2021–2022: Erynie jako Ignacy Bombach
- 2022: BrzydUla jako kolega Bartka
- 2022: Dzielnica strachu jako Darek Pelc
- 2022: Komisarz Mama jako policjant Marczyński
- 2022: Ojciec Mateusz jako hydraulik Karasek
- 2023: Krejzi patrol
- 2024: Ojciec Mateusz jako Mirosław Czajka, sąsiad Nocula
- 2024: Teściowie
- 2024: Leśniczówka jako przechodzień
- 2025: Prawda